# Anders Österling
Anders Johan Österling (n. 13 aprilie 1884, Helsingborg - d. 13 decembrie 1981, Stockholm) a fost un poet, scriitor și jurnalist suedez.

## Viața
Anders Österling a trecut examenul de bacalaureat în 1904 la Lund, devenind apoi student la Universitatea din Lund. A lucrat ca bibliotecar la Biblioteca Universității din Lund (1909-1919), apoi ca ziarist profesionist și a trăit la Stockholm. El a fost ales în 1919 membru al Academiei Suedeze, îndeplinind funcția de secretar permanent al acestei instituții din 1941 până în 1964. În această calitate, el a avut o mare influență în desemnarea câștigătorului Premiului Nobel pentru Literatură.

## Activitatea literară
La începutul carierei sale literare, Anders Österling a fost puternic influențat de lirica germană și franceză. În curând, el și-a descoperit propriul stil: descrierea naturii și a oamenilor, într-un stil simbolist impregnat de melancolie, inspirându-se de multe ori din peisajele observate de la casa lui din Skåne și din schimbarea anotimpurilor ca o alegorie a efemerității. Lirica lui Österling se aseamănă cu cea a colegului său de generație Erik Axel Karlfeldt, care a transformat peisajul său natal ca punct de plecare al poeziei sale. Spre deosebire de Karlfeldt, Österling a folosit un stil mai reținut și mai sobru. 
Anders Österling a fost un important traducător de poezii din limbile engleză, franceză, germană și daneză. El a fost, de asemenea, un renumit critic literar și jurnalist cultural.

## Scrieri
- Preludier (1904)
- Offerkranser (1905)
- Nattens röster (1906)
- Hälsningar (1907)
- Årets visor (1907)
- Döden inkognito (1908)
- Norrlandsresan (1908)
- Bäckahästen (1909)
- Människor och landskap (Oameni și peisaje, 1910) - memorialistică
- Blommande träd 1907-1909 (Arbori în floare, 1910)
- Minuter och sekunder (1912)
- Fränder och främlingar (1912)
- Facklor i stormen (1913)
- Tidsstämmningar (1916)
- Sånger i krig (1917)
- Idyllernas bok (Cartea idilelor, 1917)
- Dagens gärning (1921)
- De sju strängar (1922)
- Jordens heder (1927)
- Tonen från havet (Ecoul mării, 1933)
- Skånska utflykter (1934)
- Horisonter (Orizont, 1939)
- Årens flykt (Fuga anilor, 1947)
- En diktkrans (1961)
- Vårens löv och höstens (1963)
- Minnets vägar (1967)
- Sent i livet: dikter (Târziu în viață, 1970)
- Längtan till Italien (1971)
- Ögonblick: dikter 1971-1978 (1971–1978)